# Humansville
Humansville – miasto w Stanach Zjednoczonych, w stanie Missouri, w hrabstwie Polk.